# 斯列堅斯克區

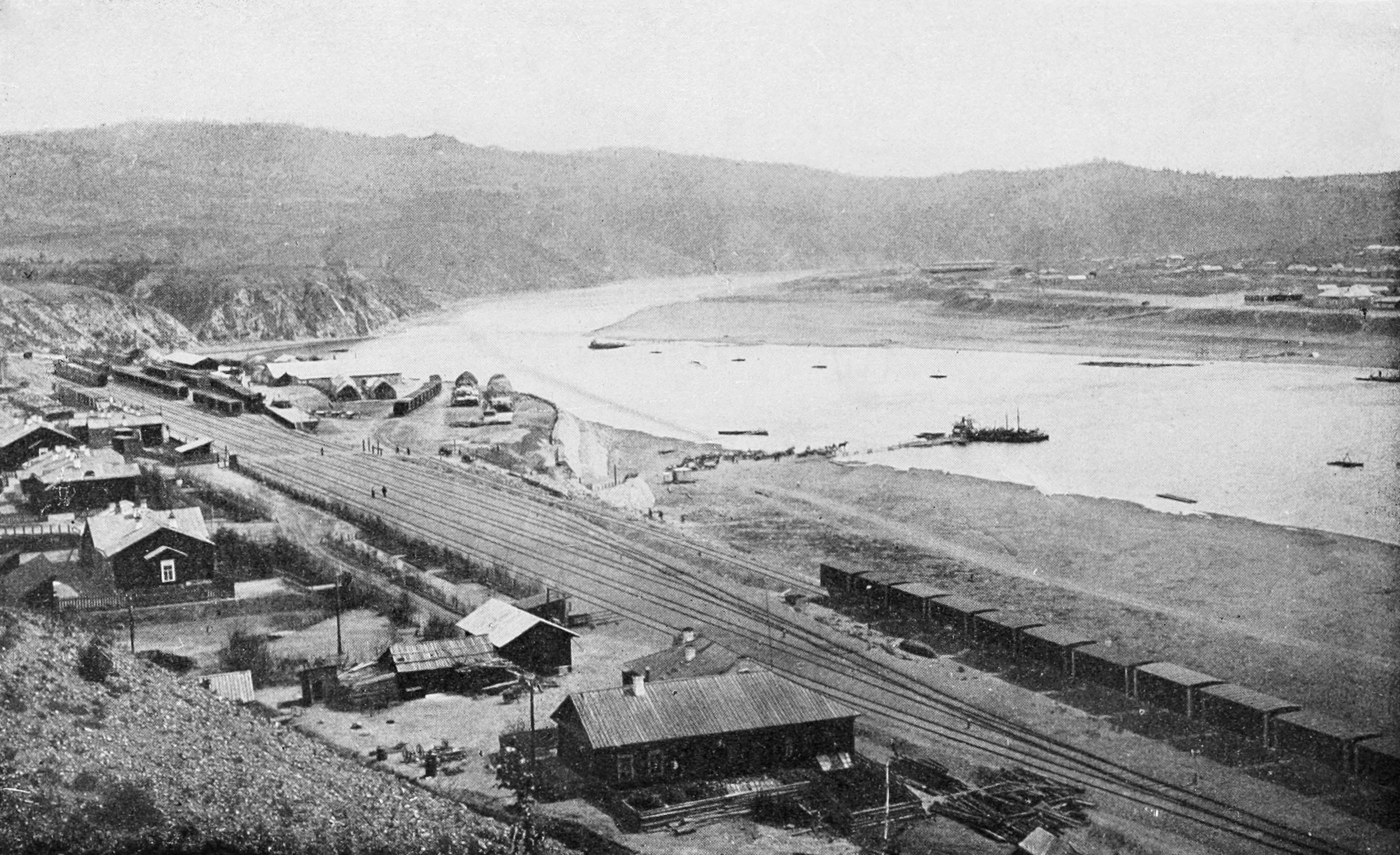

52°33′58″N 118°29′42″E / 52.566°N 118.495°E
斯列堅斯克區（俄语：Сретенский район），是俄羅斯的一個區，位於該國西部，由外貝加爾邊疆區負責管轄，始建於1926年1月26日，面積15,600平方公里，2010年人口23,311，人口密度每平方公里1.49人。